# Serra d'en Clarà (Mont-ral)
|  | Aquest article tracta sobre la Serra d'en Clarà de Mont-ral. Vegeu-ne altres significats a «Serra d'en Clarà (Espolla)». |

La Serra d'en Clarà és una serra situada al municipi de Mont-ral a la comarca de l'Alt Camp, amb una elevació màxima de 812 metres.